# Dunbektroepiaal
De dunbektroepiaal (Quiscalus palustris) is een uitgestorven zangvogel uit de familie Icteridae (troepialen). De vogel werd in 1822 al verzameld en ongeldig beschreven en door William Swainson geldig beschreven.

## Kenmerken
Er zijn afbeeldingen van deze soort waarop het mannetje overwegend zwart is en het vrouwtje grijsbruin, van boven donkerder en van onder licht grijsbruin. De wetenschappelijk beschreven vogel was 38 cm lang, waarbij de staart een lengte had van 19 cm.

## Verspreiding en leefgebied
Deze soort was endemisch in Midden-Mexico. De vogel kwam in de 19de eeuw voor in moerassen met rietvegetaties rondom Mexico-stad in het dal van de rivier de Lerma en in het district Xochimilco. Buiten het broedseizoen vormden zij groepen die als schadelijk voor de maisoogst werden beschouwd. Door habitatverlies (het droogleggen van de moerassen rond de stad) stierf de vogel uit. Het laatste exemplaar werd waargenomen in 1910.